# Маньчжурська Українська Окружна Рада
Маньчжурська Українська Окружна Рада — територіальний орган національного самоврядування українського населення в Маньчжурії у 1917–1921 роках.

## Діяльність Ради
Маньчжурська Українська Окружна Рада була заснована 16 липня 1917 року у Харбіні під час з'їзду українців Маньчжурії. Голова Ради — Іван Мозолевський.
До Ради увійшли 15 цивільних осіб, 15 військових діячів та 4 представники від жіноцтва. Правління Харбінського українського клубу входило до  Ради  повним  складом. З метою більш ефективної діяльності Окружної Ради були засновані чотири секції: культурно-освітня, агітаційно-політична, фондова та військова.
Маньчжурська Українська Окружна Рада була центральною громадсько-політичною установою українців у Маньчжурії. До її складу входили 9 українських організацій та низка гуртків. Ця організація одержала з Києва право на реєстрацію українців та видачу посвідчень про їхнє українське громадянство. 
У 1921 році Маньчжурська Українська Окружна Рада припинила існування.
За ініціативою Українського Народного Дому на основі Маньчжурської Української Окружної Ради 1935 року в Харбіні була заснована Українська національна колонія Харбін.

## Склад
Голова Мозолевський Іван Вікторович
Товариш голови Твердовський Петро Федорович
Товариш голови Кукурузов С. 
Писар Юрченко

## Структура Ради
Окружній Раді підпорядковувались українські організації на станціях Східно-Китайської залізниці:  
- Українські організації на станції Маньчжурія;
- Українські організації на станції Хайлар;
- Українські організації на станції Цицикар;
- Українські організації на станції Бухеду;
- Українські організації на станції Яоминь;
- Українські організації на станції Іменьпо;
- Українські організації на станції Ханьдаохедзи;
- Українські організації на станції Погранична.